# 히로가와정
히로가와정(일본어: 広川町)은 일본 와카야마현 중북부에 있는 아리다군의 정이다.

## 인접하는 자치체
- 아리다군 유아사정, 아리다가와정
- 히다카군 유라정, 히다카정, 히다카가와정

## 역사
- 1955년 4월 1일 - 히로정, 미나미히로시촌, 쓰기촌이 합병해 히로카와정이 되었다.
- 1996년 4월 1일 - 읽는 법을 히로카와정에서 히로가와정으로 변경하였다.

## 교통

### 철도
- 서일본 여객철도 기세이 본선(기노쿠니선)
  - (← 히다카군 유라정) - 히로카와비치역 - (아리다군 유아사정 →)

### 도로
- 한와 자동차도
- 국도 42호선